# Justine Bateman
Justine Tanya Bateman (Rye, Nueva York; 19 de febrero de 1966) es una actriz, escritora, productora y directora de cine estadounidense. Es conocida por haber interpretado a Mallory Keaton en la serie Family Ties, Satisfaction, Men Behaving Badly, The TV Set, Desperate Housewives y Californication. Five Minutes, el cortometraje que ella escribió, dirigió y produjo, se estrenó en el Festival de Cine de Toronto 2017. Justine obtuvo su título en Ciencias de la Computación y Gestión de Medios Digitales de UCLA en 2016